# Famine russe de 1601-1603
La famine russe de 1601–1603 est, proportionnellement, la pire famine ayant frappé la Russie en termes d'impact sur la population. En effet, elle aurait tué deux millions de personnes, soit un tiers de la population russe, lors de la période appelée Temps des troubles, durant laquelle le pays est bouleversé sur le plan politique et doit faire face à une invasion par la république des Deux Nations. Le nombre élevé de morts a contribué à des perturbations sociales graves qui ont précipité la chute de Boris Godounov[Information douteuse], le tsar élu durant l'interrègne[Information douteuse]. Cette famine est la conséquence de températures hivernales records à l'échelle mondiale et de récoltes catastrophiques, que des géologues ont rattachées en 2008 à l'éruption du volcan Huaynaputina au Pérou.

## Causes
Une étude menée en 2008 par Kenneth L. Verosub et Jake Lippman rend compte d'une famine mondiale après l'éruption du volcan péruvien Huaynaputina en 1600. L'Huaynaputina aurait rejeté entre 16 et 32 millions de tonnes de particules dans l'atmosphère, notamment du dioxyde de soufre, ce qui a créé de l'acide sulfurique et engendré un hiver volcanique ; en conséquence, la quantité de rayonnement solaire atteignant la surface de la Terre a diminué (voir Albédo), ce qui aurait contribué à la rigueur des hivers, à la perte de récoltes et d'animaux, et à une famine désastreuse de par le globe. Par conséquent, bien des animaux ont été tués à mains nues pour leur fourrure[pas clair],,.
Des données sur cette famine ont été récoltées de par le monde. Ainsi, les archives météorologiques de Suisse, de Lettonie et d'Estonie font part d'hivers exceptionnellement froids entre 1600 et 1602 ; en France, les vendanges de 1601 ont été tardives et en Allemagne et dans la vice-royauté du Pérou, la production de vin s'est effondrée. En Chine, les pêchers ont fleuri tard et au Japon, le lac Suwa a connu les dates de gel les plus avancées depuis 500 ans.

## Nombre de morts
Durant cette période de deux ans et demi, 127 000 corps ont été enterrés dans des fosses communes pour la seule ville de Moscou. La sous-alimentation généralisée aurait tué deux millions de personnes en Russie, soit un tiers de la population.